# David Muñoz (réalisateur)
Pour les articles homonymes, voir David Muñoz (homonymie).
 (octobre 2016).
Si vous disposez d'ouvrages ou d'articles de référence ou si vous connaissez des sites web de qualité traitant du thème abordé ici, merci de compléter l'article en donnant les références utiles à sa vérifiabilité et en les liant à la section « Notes et références ».
David Muñoz est né le 17 octobre 1968 à Malaga (Andalousie, Espagne). Il est réalisateur, scénariste et producteur espagnol.

## Biographie
Né le 17 octobre 1968 à Malaga (Andalousie, Espagne).
Économiste. Docteur en économie financière. Travaillé pour une banque japonaise depuis plusieurs années. Aussi comme conseiller financier pour les communautés autonomes d'Espagne, et comme professeur d'applications financières pour les professionnels.
Depuis 2000, fondateur et directeur de Hibrida, une compagnie multidisciplinaire de la communication, d'esthétique contemporaine. Il écrit, dirige et produit des films. Il travaille dans les deux genres, du film de fiction et film documentaire. Ses films ont été sélectionnés et récompensés internationalement. Il a également participé comme juré aux festivals internationaux du film.

## Filmographie
| Année | Film                                     |
| ----- | ---------------------------------------- |
| 2008  | 854                                      |
| 2008  | Fleurs du Rwanda                         |
| 2007  | Desarrollo humano (Développement Humain) |
| 2005  | Crise Asiatique                          |
| 2000  | La Terrasse                              |